# Volby ve Finsku
Volby ve Finsku jsou svobodné. Volí se do parlamentu, obecních zastupitelstev, Evropského parlamentu a každých šest let se konají prezidentské volby. Voliči volí do parlamentu 200 poslanců na čtyřleté volební období.

## Dominantní politické strany
- Národní koaliční strana
- Finská sociálně demokratická strana
- Praví Finové
- Finský střed
- Svaz levice

## Související kategorie
- Politické strany ve Finsku